# Enrique Zuleta Álvarez
Enrique Zuleta Álvarez (La Plata, 1 de julio de 1923 - Buenos Aires, 31 de marzo de 2015) fue un historiador, profesor, autor y miembro de número de la Academia Nacional de la Historia de la República Argentina.

## Biografía
Nació en La Plata, provincia de Buenos Aires, en 1923, hijo del ingeniero y gobernador de La Rioja, Enrique Zuleta, y Silvia Álvarez Lizarralde. Estudió en la Facultad de Filosofía y Letras de la Universidad Nacional de Cuyo en Mendoza. Se casó con la autora Emilia María Puceiro y tuvieron cinco hijos: el encuestador Enrique Zuleta Puceiro, el crítico literario y periodista Ignacio Zuleta, el ingeniero Javier Zuleta, la experta en bromatología y alimentación Ángela Zuleta y la consultora de negocios internacionales Graciana Zuleta.
Fue catedrático titular de Historia de las Ideas Políticas y Sociales Americanas en la Facultad de Ciencias Políticas de la Universidad Nacional de Cuyo, donde luego fue rector de 1981 a 1983. Se desempeñó como profesor visitante en numerosas universidades de Europa y América. Con una carta de recomendación de Eduardo Mallea dirigida a Julián Marías, viajó a estudiar a España, donde fue  alumno de Dámaso Alonso y se vinculó con varios intelectuales.
Fue asesor del Ministerio de Educación durante el gobierno del presidente Arturo Frondizi. Entre 1958 y 1964, fue el director Provincial de Cultura de Mendoza.
Fue director de la Biblioteca Pública Gral. San Martín y la Biblioteca Central de la Universidad Nacional de Cuyo. 
Recibió el premio mención especial de la Secretaría de Cultura de la Nación y fue nombrado profesor emérito de la Universidad Nacional de Cuyo en Mendoza.
Fue miembro de la Academia Nacional de la Historia y fue condecorado con la Cruz de Oficial de la Orden de Isabel La Católica de España.

## Obras
- Libros y bibliotecas de América: un tema de Sarmiento (1961)
- Perspectivas bibliotecarias en Mendoza (1961)
- Introducción a Maurras (1965)
- Clasicismo y orden en la obra de Charles Maurras (1977)
- Azorín y Maurras (1976)
- Francia en las ideas políticas y en la cultura argentina (1965)
- El nacionalismo argentino (1975)
- Rodolfo Irazusta y la idea de una política nacional (1980)